# Бекство (филм из 1994)
Бекство (енгл. The Getaway), амерички филм из 1994. у режији Роџера Доналдсона.

## Радња
Брачни пар професионалних пљачкаша, „Док” и Керол Мекој, крећу на необичан „посао”. Нуде им 300.000 долара да спасу младог Мексиканца, сина нарко-боса, из затвора. Операција иде лоше: саучесник Мекојевих у бекству, дволични Руди Тревис, смешта Доку, и он завршава иза решетака.
Пролази година дана, а Док одлучује да се по сваку цену извуче. Мафијаш Џек Бенјон окупља криминалну екипу да опљачка сеф на трци паса. Зарад великог посла, Бенјон организује Доково рано пуштање на слободу. Пљачка је успешна, а банда успева да побегне са новцем. Руди, убивши свог партнера, поново ће узети сав новац за себе. Овог пута, Док је спреман на такав развој догађаја. Престиже издајника својим хицем и узима сав новац за себе.
Док и Керол морају да се крију од полиције. Поред тога, Руди је носио панцир, био је само рањен и такође је наставио упорно да прогони.